# Flannery O’Connor
Mary Flannery O’Connor (Savannah, 1925. március 25. – Milledgeville, 1964. augusztus 3.) amerikai regényíró, novellaíró és esszéíró. Két regényt és 31 novellát írt, valamint számos kritikát és kommentárt.
Délvidéki írónő volt, aki gyakran írt gúnyos déli gótikus stílusban és erősen támaszkodott a regionális környezetre és groteszk karakterekre, gyakran erőszakos helyzetekben. E karakterek korlátainak, tökéletlenségeinek vagy különbségeinek érzelemmentes elfogadása vagy elutasítása (akár fogyatékosságnak, fajnak, bűnözésnek, vallásnak vagy józan észnek tulajdonítható) jellemzően a dráma alapja.
Írásai tükrözték római katolikus hitét, és gyakran vizsgálták az erkölcs és az etika kérdéseit. Posztumusz összeállítása a Complete Stories 1972-ben elnyerte az Egyesült Államok szépirodalmi nemzeti könyvdíját.

## Ifjúsága és tanulmányai

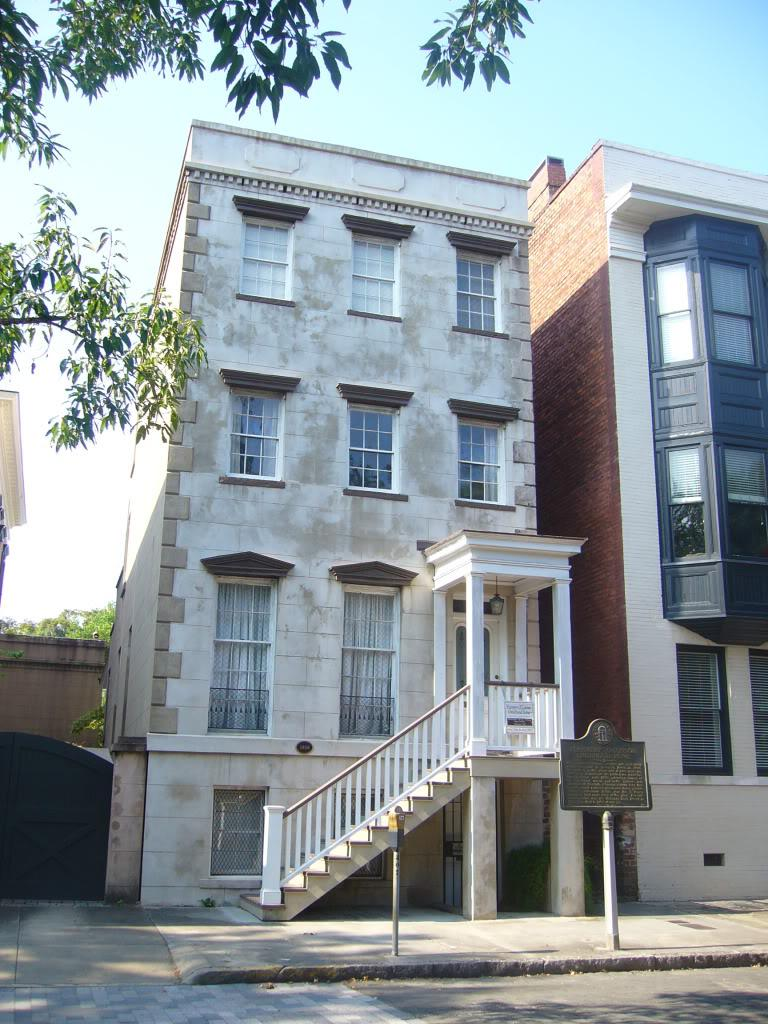
O'Connor gyerekkori otthona Savannah-ban, Georgia államban.

### Gyermekkora
O'Connor 1925. március 25-én született Savannah-ban, Georgia államban, Edward Francis O'Connor ingatlanügynök és Regina Cline egyetlen gyermekeként, akik mindketten ír származásúak voltak. Felnőttként úgy emlékezett magára, mint egy "galambujjú gyerekre, lehúzódó állal és egy hagyj békén-vagy-megharaplak-komplexussal". A Flannery O'Connor Childhood Home Museum a 207 E. Charlton Street szám alatt található, a Lafayette téren.
1940-ben Ő és családja a Georgia állambeli Milledgeville-be költözött, ahol kezdetben édesanyja családjával éltek az úgynevezett „Cline kastélyban”, a városban. 1937-ben apját szisztémás lupus erythematosusszal diagnosztizálták; ez végül 1941. február 1-jén a halálához vezetett, és O'Connor és édesanyja továbbra is Milledgeville-ben élt. 1951-ben az Andalusia Farmba költöztek, amely ma O'Connor munkásságának szentelt múzeum.

### Iskolái
A Peabody High Schoolba járt, ahol az iskolai újság művészeti szerkesztőjeként dolgozott és ahol 1942-ben végzett. Beiratkozott a Georgia State College for Women-be (ma Georgia College & State University) egy gyorsított hároméves programba, és 1945 júniusában szociológiából és az angol irodalomból B.A. fokozattal végzett. A Georgia College égisze alatt jelentős mennyiségű karikatúrát készített a diákújság számára. Sok kritikus azt állította, hogy e korai rajzok egyedi stílusa és megközelítése jelentős mértékben alakította későbbi történeteit.

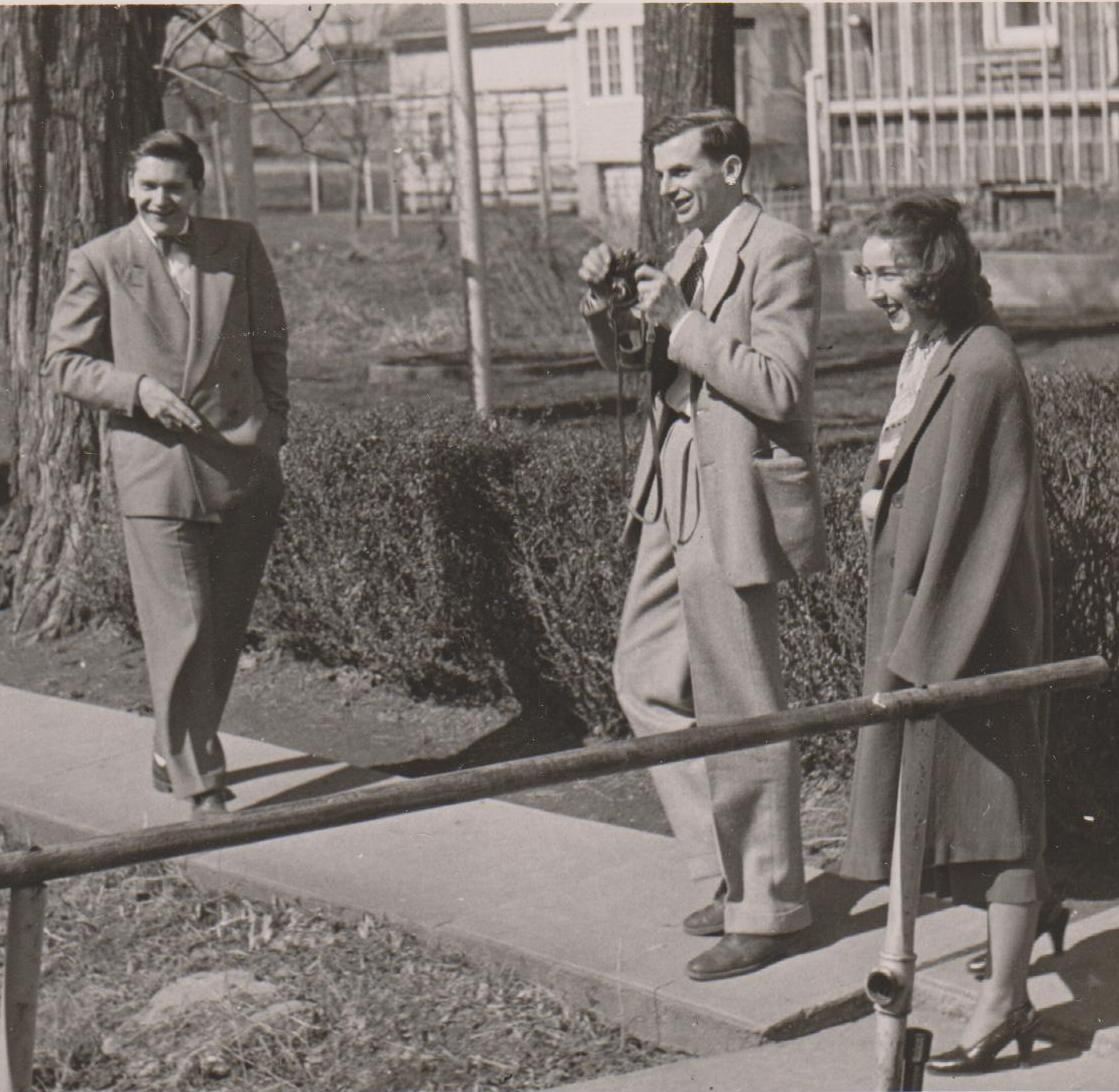
O'Connor Arthur Koestlerrel (balra) és Robie Macauley-vel az Amana kolóniákon tett látogatásán 1947-ben.

1945-ben felvették az Iowai Egyetem tekintélyes Iowa Writers' Workshopjába, ahol először újságírást tanult. Ottléte során megismerkedett több fontos íróval és kritikussal, akik előadásokat tartottak vagy tanítottak a programban, köztük Robert Penn Warren, John Crowe Ransom, Robie Macauley, Austin Warren és Andrew Lytle-vel. Lytle, sok éven át a Sewanee Review szerkesztője volt szépirodalmának egyik legkorábbi csodálója. Később számos történetét publikálta a Sewanee Review-ban, valamint kritikai esszéket a munkájáról. A műhely igazgatója, Paul Engle volt az első, aki elolvasta és kommentálta a Wise Blood kezdeti tervezetét. Az Iowai Egyetemről 1947-ben M.F.A.-t kapott. Egy ösztöndíjas diploma megszerzése után még egy évig az Iowa Writers' Workshopban maradt. 1948 nyarán O'Connor tovább dolgozott a Wise Blood-on a Yaddóban, egy művészközösségben Saratoga Springsben, New Yorkban, ahol több novellát is írt.
1949-ben O'Connor találkozott Robert Fitzgeralddal (a klasszikusok jól ismert fordítója) és feleségével, Sally-vel és elfogadta a meghívást, hogy szálljon meg velük a Connecticut állambeli Ridgefieldben.

## Pályafutása
O'Connor elsősorban novelláiról ismert. Két novelláskötete jelent meg: A Good Man is Hard to Find (1955) és az Everything That Rises Must Converge (posztumusz, 1965-ben). Számos novelláját újra kiadták jelentős antológiákban, köztük a The Best American Short Stories-ban és a Prize Stories-ban (PEN/O. Henry Prize Stories).
O'Connor két regénye a Wise Blood (1952) (John Huston készített belőle filmet) és a The Violent Bear It Away (1960). Több könyve is megjelent más írásaiból, és tartós hatását a munkásságáról szóló tudományos tanulmányok egyre növekvő száma bizonyítja.
Töredékek léteznek egy befejezetlen regényből, melynek címe: Why Do the Heathen Rage? (Miért dühöngnek a pogányok?) amely több novellájából merít, köztük a „Why Do the Heathen Rage?”, a „The Enduring Chill” és a „The Partridge Festival”.
Írói pályafutása négy, 1945-től 1964-ig tartó ötéves időszakra osztható, amelyben a készség és ambíció erősödött:
- Posztgraduális hallgató: Iowa Writers' Workshop, első publikált történetek, Wise Blood vázlatok. Az irodalmi hatások közé tartozik Nathaniel Hawthorne, Edgar Allan Poe, Henry James.
- Korai: Első regénye, a Wise Blood elkészült és megjelent. Ebben az időszakban a szatirikus elemek dominálnak. A befolyások közé tartozik Jacques Maritain.
- Közép: A Good Man Is Hard to Find and Other Stories megjelent, az The Violent Bear It Away megírva és megjelentetve. A hatások közé tartozik Friedrich von Hügel(wd)[35]. Ebben az időszakban a misztikus alapáramlatok kezdenek elsőbbséget élvezni.
- Érett: Everything That Rises Must Converge megírva. A hatások közé tartozik Pierre Teilhard de Chardin és Mary Ann Long(wd).[36] Ebben az időszakban a groteszk fogalma kibővül a jóra mint groteszkre és a groteszkre mint jóra.

## Jellemzők
A groteszk hangsúlyozásával kapcsolatban O'Connor azt mondta: „[B]ármit, ami a délről jön, groteszknek fog nevezni az északi olvasó, kivéve, ha groteszk, ebben az esetben realistának nevezik." Szövegei általában délen játszódnak és erkölcsileg hibás karakterek körül forognak, gyakran érintkeznek fogyatékkal élőkkel vagy magukkal fogyatékkal élőkkel (mint O'Connor is volt), miközben gyakran felmerül a faj kérdése. Műveinek többsége felkavaró elemeket tartalmaz, bár nem szerette, ha cinikusként jellemezték. „Nagyon elegem van abból, hogy olyan kritikákat olvassak, amelyek egy jó embert brutálisnak és szarkasztikusnak neveznek” – írta. "A történetek nehezek, de azért nehezek, mert nincs nehezebb vagy kevésbé szentimentális, mint a keresztény realizmus... Amikor látom, hogy ezeket a történeteket horrortörténetként írják le, mindig mulatni szoktam, mert a lektor mindig rossz horrorhoz jut."
Úgy érezte, mélyen megvilágosodott a szentségi és a tomista felfogástól, hogy a teremtett világot Isten tölti be. Mégsem írt olyan apologetikus fikciót, mint amilyen az akkori katolikus irodalomban elterjedt, és kifejtette, hogy az író jelentésének nyilvánvalónak kell lennie a fikciójában, didaktika nélkül. Ironikus, finoman allegorikus történeteket írt megtévesztően elmaradott déli szereplőkről, általában fundamentalista protestánsokról, akik olyan átalakulásokon mennek keresztül, amelyek gondolkodása szerint közelebb vitték őket a katolikus eszméhez. Az átalakulás gyakran fájdalom, erőszak és nevetséges viselkedés révén valósul meg a szentség hajszolása során. Bármilyen groteszk a környezet, igyekezett úgy ábrázolni szereplőit, mint akik nyitottak az isteni kegyelem érintésére. Ez kizárta a történetek erőszakának szentimentális megértését, mint saját betegségét. Ezt írta: "A kegyelem megváltoztat minket, és a változás fájdalmas."
Mélyen gúnyos humora is volt, ami gyakran a szereplői korlátozott felfogása és a rájuk váró félelmetes sors közötti különbségen alapult. A humor másik forrása gyakran abban rejlik, hogy a jó szándékú liberálisok a saját feltételeik szerint próbálnak megbirkózni a vidéki déliekkel. O'Connor a szekuláris világ huszadik századi kudarcának példájaként használta fel, hogy az ilyen karakterek képtelenek megbékélni a fogyatékossággal, a rasszal, a szegénységgel és a fundamentalizmussal, a szentimentális illúziókon kívül.
Azonban számos történetben O'Connor feltárt néhány olyan legérzékenyebb kortárs kérdést, amellyel liberális és fundamentalista szereplői találkozhatnak. A holokauszttal foglalkozott a „The Displaced Person” című történetében, a faji integrációval az „Everything That Rises Must Converge”-ben, és az interszexualitásról „A Temple of the Holy Ghost”. Szépirodalma gyakran tartalmazott utalásokat a déli faji problémára; időnként a faji kérdések kerülnek előtérbe, mint például a "The Artificial Nigger", az "Everything That Rises Must Converge" és a "Judgement Day", az utolsó novellája, és egy drasztikusan átírt változata az első megjelent történetének, a "The Geranium"-nak.
Visszahúzódó élete ellenére írásai az emberi viselkedés árnyalatainak rejtélyes megragadásáról árulkodnak. O'Connor sok előadást tartott a hitről és az irodalomról, gyenge egészsége ellenére meglehetősen messzire utazott. Politikailag nagy vonalakban progresszív felfogást vallott hitével kapcsolatban, 1960-ban John F. Kennedyre szavazott, és támogatta Martin Luther King Jr. munkáját és a polgárjogi mozgalmat. Ennek ellenére egész életében kifejtette személyes álláspontját a faji kérdésekkel és az integrációval kapcsolatban, például a drámaíró Maryat Lee-nek írt több levelében "Mrs Turpin" álnéven: "Tudja, elvből integrációpárti vagyok, ízlésből pedig szegregációpárti. Nem szeretem a négereket."

## Betegsége és halála

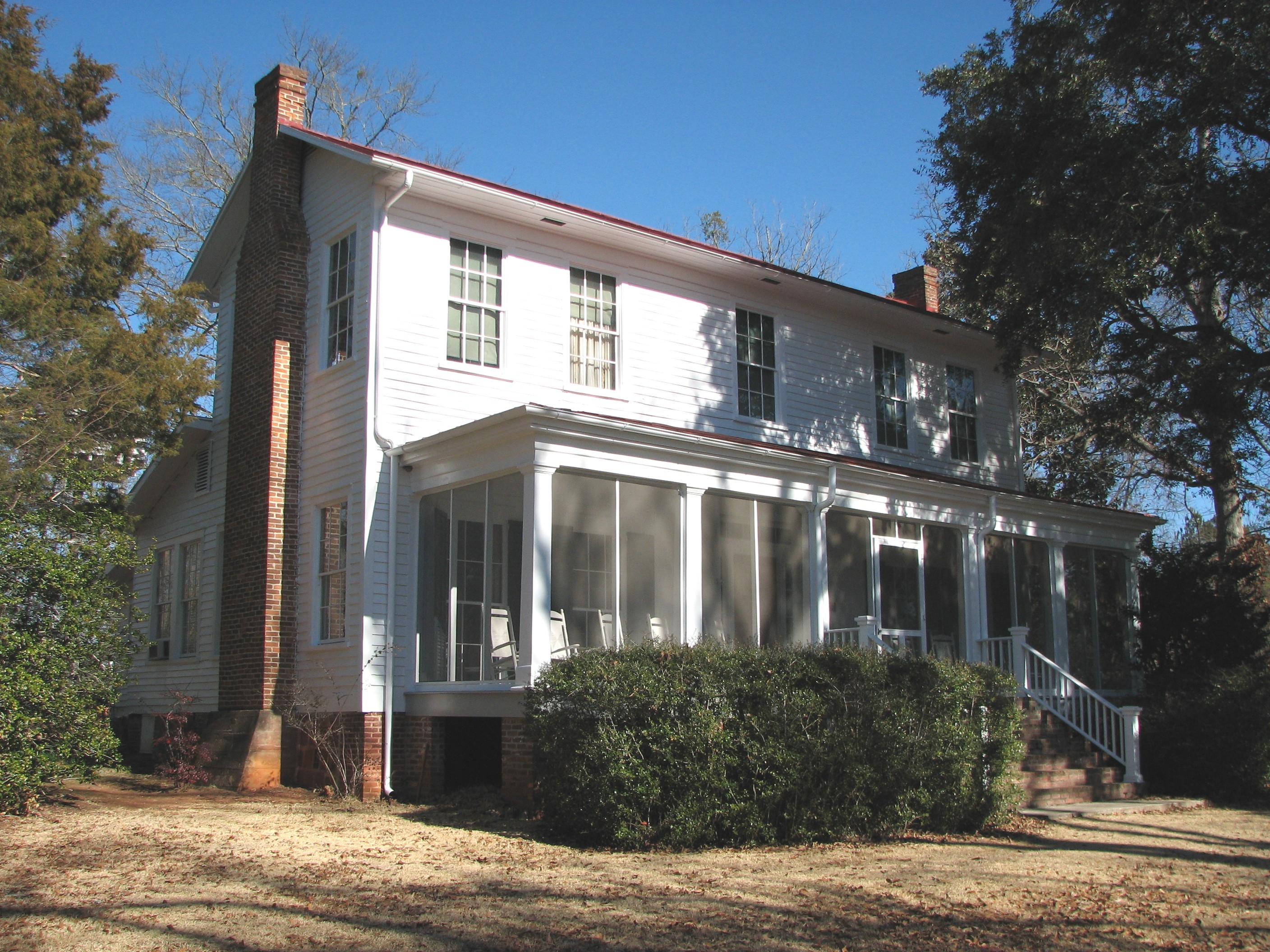
Andalusia Farm, ahol O'Connor 1952-től 1964-es haláláig élt.

1952 nyarára O'Connornál szisztémás lupusz erythematosust diagnosztizáltak, mint korábban apjánál. Élete hátralevő részében Andalúziában maradt. Tizenkét évig élt a diagnózis után, hét évvel tovább a vártnál.
Napi rutinja az volt, hogy részt vett a misén, reggel írt, majd a nap hátralévő részét pihenéssel és olvasással töltötte. A lupusz kezelésére használt szteroid gyógyszerek gyengítő hatása ellenére mégis több mint hatvan alkalommal jelent meg előadásokon, hogy felolvassa műveit.
A PBS Flannery című dokumentumfilmben Alice McDermott írónő elmagyarázza a lupusz O'Connor munkájára gyakorolt hatását, mondván: "Azt hiszem, a betegség tette őt azzá az íróvá, amilyen lett."
O'Connor több mint két tucat novellát és két regényt készített el, miközben lupusszal élt. 1964. augusztus 3-án halt meg, 39 évesen a Baldwin Megyei Kórházban. Halálát egy mióma műtétet követő új lupuszroham szövődményei okozták. A Georgia állambeli Milledgeville-ben temették el, a Memory Hill temetőben.

## Levelek
Egész életében széleskörű levelezést folytatott, többek között Robert Lowell és Elizabeth Bishop írókkal, Samuel Ashley Brown angol professzorral és Maryat Lee drámaíróval. Halála után a barátja, Sally Fitzgerald által szerkesztett leveleiből válogatás jelent meg The Habit of Being címmel. O'Connor vallásról, írásról és délről szóló legismertebb írásainak nagy részét ezek és más levelek tartalmazzák.
1955-ben Betty Hester, egy atlantai aktahivatalnok levelet írt O'Connornak, amelyben kifejezte csodálatát a munkája iránt. Hester levele felkeltette O'Connor figyelmét és gyakran leveleztek. A Habit of Being'-hez Hester átadta Fitzgeraldnak az összes levelet, amelyet O'Connortól kapott, de kérte, hogy személyazonosságát tartsák titokban; csak „A”-ként azonosították Az O'Connor és Hester közötti szerkesztetlen levelek teljes gyűjteményét az Emory Egyetem 2007 májusában mutatta be; a leveleket 1987-ben adták át az egyetemnek azzal a kikötéssel, hogy 20 évig nem adják ki a nyilvánosság számára.
Az Emory Egyetemen megtalálható az a több mint 600 levél is, amelyet O'Connor szinte minden nap írt anyjának, Reginának, miközben Iowa Cityben, New Yorkban és Massachusettsben folytatta irodalmi karrierjét. Ezek némelyike „utazási útvonalakat és vízvezeték-baleseteket, szakadt harisnyát és hangos rádiós szobatársakat ír le”, valamint azt, hogy gyermekkora házi készítésű majonézét kérte. O'Connor 39 évéből 34-et édesanyjával élt.

## Vallásosság
O'Connor hívő katolikus volt. 1956 és 1964 között több mint száz könyvkritikát írt két georgiai katolikus egyházmegyei újságnak: a The Bulletin és a The Southern Cross számára. Joey Zuber recenzenstársa szerint a könyvek széles skálája, amelyet áttekintésre választott, azt bizonyítja, hogy mélyen intellektuális volt. Carter Martin angol professzor, O'Connor írásainak tekintélyes ismerője, egyszerűen megjegyzi, hogy „könyvismertetései egybevágnak vallási életével”.
2013-ban megjelent egy imanapló, amelyet O'Connor az Iowai Egyetemen töltött ideje alatt vezetett. Tartalmaz imákat és elmélkedéseket a hitről, az írásról és O'Connor Istennel való kapcsolatáról.

## A madarak szeretete
O'Connor gyakran használt madárképeket írásaiban.
Hatéves korában tapasztalta meg először a híresség státuszát. A Pathé News leforgatta a "Little Mary O'Connor" című filmet betanított csirkével, és az egész országban bemutatta a filmet. Azt mondta: "Hatéves koromban volt egy csirkém, amely hátrafelé sétált, és a Pathé Newsban szerepelt. Én is benne voltam a csirkével. Csak azért voltam ott, hogy segítsem a csirkét, de ez volt életem csúcspontja, azóta egy antiklimax volt."
A középiskolában, amikor a lányoknak vasárnapi ruhákat kellett varrniuk maguknak, O'Connor egy teljes alsóneműt és ruhát varrt kedvenc kacsájának.
Felnőttként "Andalúziában" mintegy 100 féle pávát nevelt és ápolt. A madarak minden fajtája lenyűgözte, kacsákat, struccokat, emukat, tukánokat és bármilyen egzotikus madarat nevelt, amit csak tudott szerezni, miközben pávaképeket is beépített könyveibe. A The King of the Birds című esszéjében írt páváiról.

## Emlékezete, díjak és elismerések
Az O'Connor's Complete Stories 1972-ben elnyerte az Egyesült Államok szépirodalmi nemzeti könyvdíját, és egy 2009-es online szavazáson a valaha volt legjobb könyvnek választották a National Book Awards-on.
2015 júniusában az Egyesült Államok Postaszolgálata egy új postabélyeggel, a Literary Arts sorozat 30. kiadásával tüntette ki O'Connort. Néhányan kritizálták a bélyeget, mivel az nem tükrözi O'Connor karakterét és örökségét.
2016-ban a Savannah Women of Vision beiktatásába választották.
A University of Georgia Press által O'Connor tiszteletére elnevezett Flannery O'Connor Award for Short Fiction egy olyan díj, amelyet 1983 óta évente adnak át egy kiemelkedő novellagyűjteménynek.
A Killdozer Lupus című dala az O'Connor életét kioltó betegségről szól, az 1989-es 12 Point Buck című albumon található.
A Flannery O'Connor Book Trail a Little Free Libraries sorozata, O'Connor Savannah-i és Milledgeville-i otthonai között húzódik.
A Flannery O'Connor Childhood Home egy történelmi házmúzeum Savannah-ban, Georgia államban, ahol O'Connor gyermekkorában élt. A múzeumi szolgálat mellett a ház rendszeres rendezvényeknek, programoknak ad otthont.
A Maryland Loyola Egyetemen egy diákotthon volt, amelyet O'Connorról neveztek el. 2020-ban Flannery O'Connor Hallt átnevezték Thea Bowman aktivista nővér tiszteletére. A közlemény azt is megemlíti: „Ez az átnevezés Flannery O’Connor, a 20. századi katolikus amerikai írónő közelmúltbeli egyes munkáiban jelenlévő rasszizmus felismerése után történt.”
A Flannery: The Storied Life of the Writer from Georgia című film egy író története, "aki a létezés nagyobb titkaival birkózott".
A 2023-ban Ethan Hawke rendezésével készült Wildcat című film Flannery O'Connor írónő életét követi, miközben az első regénye kiadásával küzdött. Az írónőt Maya Hawke, a rendező és Uma Thurman színésznő lánya alakítja.

## Idézetek
- "Bárhová megyek, mindenhol megkérdezik tőlem, hogy az egyetemek megfojtják-e az írókat. Az a véleményem, hogy nem fojtják el eléggé őket."
- "Sok olyan bestseller van, amit egy jó tanár megakadályozhatott volna."
- A sikerről: "Jobb fiatalnak lenni a kudarcokban, mint öregnek a sikerekben."

## Művei

### Regények
- Wise Blood (1952)
- The Violent Bear It Away (1960)

### Novellagyűjtemények
- A Good Man Is Hard to Find and Other Stories (1955)
- Everything That Rises Must Converge (1965)
- The Complete Stories (1971)

### Egyéb írások
- Mystery and Manners: Occasional Prose (1969)
- The Habit of Being: Letters of Flannery O'Connor (1979)
- The Presence of Grace: and Other Book Reviews (1983)
- Flannery O'Connor: Collected Works (1988)
- Flannery O'Connor: The Cartoons (2012)
- A Prayer Journal (2013)

### Magyarul
- Minden összefut (Everything That Rises Must Converge) – Európa, Budapest, 1968 · Fordította: Géher István, László Balázs, B. Nagy László, Osztovits Levente
- Csalhatatlan vér (Amerikai kisregények) – Európa, Budapest, 1969 · Szerk: Osztovits Levente · (Katherine Anne Porter: Bor, délben; Eudora Welty: A Ponder-szív; Carson McCullers: Egy aranyszem tükrében;  Norman Mailer: Aki jógát tanulmányozott; Flannery O'Connor: Csalhatatlan vér; Truman Capote: A fűhárfa; John Updike: A farm)
- „…és erőszakosak ragadják azt magukhoz” (The Violent Bear It Away) – Európa, Budapest, 1975 · ISBN 9630702142 · Fordította: László Balázs
- Alig akad ma jó ember (A Good Man is Hard to Find) – Kráter, Pomáz, 2002 · ISBN 9639195693 · Fordította: Varga Nóra

## Fordítás
- Ez a szócikk részben vagy egészben  a   Flannery O'Connor című angol Wikipédia-szócikk fordításán alapul.  Az eredeti cikk szerkesztőit annak laptörténete sorolja fel. Ez a jelzés csupán a megfogalmazás eredetét és a szerzői jogokat jelzi, nem szolgál a cikkben szereplő információk forrásmegjelöléseként.